# Ovaticoccus lahillei
Ovaticoccus lahillei är en insektsart som först beskrevs av Leonardi 1911.  Ovaticoccus lahillei ingår i släktet Ovaticoccus och familjen filtsköldlöss. Inga underarter finns listade i Catalogue of Life.